# 水産 (教科)
教科「水産」（すいさん）は、水産業の各分野に関する知識と技術を習得させることで、将来の水産業を担う職業人の育成をすることを目的とする教科。後期中等教育（高等学校、中等教育学校の後期課程等）における専門教育に関する各教科（専門教科）の1つである。教科「水産」は、主に「水産高等学校」における「水産に関する学科」で開講されるが、一部「普通科」や「総合学科」などで開講されている。
教科「水産」に属する科目の数は22あり、教科「水産」の科目と、普通教科を組み合わせて教育課程を編成することで、主に専門学科や総合学科においては、学科の特色が活きるように配慮されている。

## 水産科の目的
水産科の目的は前述した職業人育成のため、以下の3点の資質・能力を育成することである。
1. 水産や海洋の各分野について体系的・系統的に理解するとともに、関連する技術を身に付けるようにする[1]。
2. 水産や海洋に関する課題を発見し、職業人に求められる倫理観を踏まえ合理的かつ創造的に解決する力を養う[1]。
3. 職業人として必要な豊かな人間性を育み、よりよい社会の構築を目指して自ら学び、水産業や海洋関連産業の振興や社会貢献に主体的かつ協働的に取り組む態度を養う。[1]

## 科目
- 「水産に関する学科」における「原則履修科目」（2科目）
  - 「水産海洋基礎」「課題研究」
- 共通的な科目（5科目）
  - 「総合実習」「海洋情報技術」「水産海洋科学」「ダイビング」「マリンスポーツ」
- 各分野に関する科目（15科目）
  - 漁業
  - 航海・計器
  - 船舶運用
  - 船用機関
  - 機械設計工作
  - 電気理論
  - 移動体通信工学
  - 海洋通信技術
  - 資源増殖
  - 海洋生物
  - 海洋環境
  - 小型船舶
  - 食品製造
  - 食品管理
  - 水産流通

## 水産に関する学科
水産に関する学科（すいさんにかんするがっか）は、高等学校設置基準（平成16年文部科学省令第20号）に規定されている専門教育を主とする学科の1つ。

### 学科例
「水産に関する学科」の例としては次のようなものがある。
- 漁業科
- 海洋漁業科
- 水産工学科
- 情報通信科
- 栽培漁業科
- 水産食品科
- 水産製造科
- 水産増殖科

### 設置状況
「水産に関する学科」は、全ての水産高等学校及び海洋高等学校に設置されている。一部科目は実習船等を必要とするため、普通高等学校や実業高等学校への設置は比較的少数である。
近年は、少子化の影響により、全国各地で高等学校統廃合の動きがみられる。主な例として、日本初の水産高等学校だった福井県立小浜水産高等学校は、2013年（平成25年）統合により福井県立若狭高等学校海洋科学科となった。2015年（平成27年）小浜水産高等学校は、閉校となったものの現在は、福井県立若狭高等学校海洋キャンパスとして利用されている。